# Marek Kopelent
Marek Kopelent (ur. 28 kwietnia 1932 w Pradze, zm. 12 marca 2023 tamże) – czeski kompozytor.

## Życiorys
W latach 1951–1955 studiował w Akademii Sztuk Scenicznych w Pradze u Jaroslava Řídkiego. Od 1956 do 1971 roku pracował jako redaktor w praskim wydawnictwie Supraphon. W latach 1965–1968 był członkiem grupy „Nowa Muzyka”. Od 1965 do 1973 roku pełnił funkcję kierownika artystycznego zespołu Musica Viva Pragensis. W latach 1969–1970 jako stypendysta Deutscher Akademischer Austauschdienst przebywał w Berlinie Zachodnim. Od 1977 roku pracował jako korepetytor w podstawowej szkole muzycznej w Pradze, w 1991 roku objął profesurę w Akademii Sztuk Scenicznych w Pradze. Był członkiem jury wielu konkursów kompozytorskich i festiwali muzycznych.
Odznaczony został kawalerią francuskiego Orderu Sztuki i Literatury (1991) oraz czeskim Medalem za Zasługi I stopnia (2012). W 2001 roku otrzymał nagrodę im. Herdera.

## Twórczość
Twórczość Kopelenta ukształtowała się pod wpływem awangardy muzycznej lat 60. XX wieku, kompozytor eksperymentował z efektami dźwiękowymi i elementami losowości dźwięków, wykorzystywał też środki multimedialne. Jego utwory cechują się linearyzmem i swoistym kontrapunktem barw, zwolnionym przebiegiem zjawisk dźwiękowych i rozproszeniem materii przy jednoczesnym starannym doborze środków harmonicznych i formalnych, dążeniem do plastyczności przebiegu muzyki.

## Kompozycje
(na podstawie materiałów źródłowych)

### Utwory orkiestrowe
- Rozjimání na orkiestrę kameralną (1966)
- Sváry (Accords et désaccords) na 12 solistów i orkiestrę (1968)
- Appasionato na fortepian i orkiestrę (1970–1971)
- Hráthy na saksofon tenorowy i orkiestrę (1974–1975)
- Libá hudba s lidovým motivem na cymbały i orkiestrę (1978)
- Symfonia (1982–1983)
- Concertino na rożek angielski i orkiestrę kameralną (1984)
- Pozdravení (1984)
- Musique concertante na wiolonczelę solo, 12 wiolonczel i orkiestrę (1991–1992)
- ARRIÍJAh (1996)

### Utwory kameralne
- 5 kwartetów smyczkowych (I 1954, II 1955, III 1963, IV 1968, V 1980)
- Réflexe na flet, skrzypce, altówkę i wiolonczelę (1962)
- Canto intimo na flet i wibrafon (1964)
- Hudba pro 5 na obój, klarnet, fagot, altówkę i fortepian (1964)
- Bijoux de Bohème na klawesyn lub flet, klawesyn i wibrafon (1967)
- Alleluja na organy (1967)
- Nonet „Pocta V. Holanovi” (1967)
- Zátiší na zespół kameralny (1968)
- Intimissimo na zespół kameralny (1971)
- Musique piquante na skrzypce i cymbały lub fortepian preparowany (1971)
- Kwintet na instrumenty dęte blaszane (1972)
- A Few Minutes with an Oboist. Concerto galante na obój i zespół kameralny (1972)
- rondo Před přichodem roztomilých katů aneb Trojí klanení naději na 5 perkusji (1973)
- Sonata „Veroničina rouška” na 11 instrumentów smyczkowych (1972–1973)
- Ťukáta na harfę, klawesyn i cymbały lub gitarę (1974)
- Ballada na fortepian (1976)
- Capriccio na trąbkę (1976)
- Triste e consolante na kwintet starych i nowych instrumentów dętych (1977)
- Jitřní Chvalozpěv na organy (1978)
- Toccata na altówkę i fortepian (1978)
- Etres fins en mouvement na 6 perkusji (1989)

### Utwory na chór a cappella
- Syllabes mouvementées na chór kameralny (1972)
- Vacillat pes meus na chór (1973)
- Svítání na wielki chór dziecięcy (1977)

### Utwory wokalno-instrumentalne
- Nénie s flétnou na flet, 9 głosów żeńskich i zespół kameralny (1961)
- kantata Chléb a ptáci na alt, głos recytujący, chór mieszany i orkiestrę (1964)
- Matka na flet i chór mieszany (1964)
- Snénah na sopran, alt jazzowy z taśmy i zespół kameralny (1967)
- Modlitba kamene na głos recytujący, 2 kameralne chóry mieszane, 3 gongi i tam-tam (1967)
- Bludný hlas na aktorkę, zespół kameralny, taśmę, filmy i światła ad libitum (1969–1970)
- Žaloby na 2 kameralne chóry mieszane, trąbkę i perkusję ad libitum (1969)
- Black and White Tears na sopran i taśmę lub akordeon ad libitum (1972)
- Il Canto degli Augei na sopran i orkiestrę (1978)
- Nárek ženy na aktorkę, septet instrumentów dętych, 14 głosów żeńskich i mały chór dziecięcy (1980)
- Zjitřený zpěv na baryton i kwintet instrumentów dętych (1983)
- Agnus Dei na sopran i zespół kameralny (1983)
- Legenda De Passione St. Adalberti martyri na chór mieszany, recytatora i orkiestrę (1981)
- Messaggio della povertà na sopran, baryton, chór dziecięcy, chór i orkiestrę (1988)
- Holanovská reminiscence na mezzosopran, 2 głosy recytujące, klarnet, puzon i fortepian (1995)
- Cantus de dilectione filiarum Dei na 5 sopranów, baryton i 3 puzony (1998)

### Utwory sceniczne
- oratorium Laudatio pacis na głos recytujący, 4 głosy solowe, chór mieszany i orkiestrę, wspólnie z Paulem-Heinzem Dittrichem i Sofiją Gubajduliną (1975)
- singspiel Musica na sopran, 2 aktorów, flet, obój i klawesyn (1979)